# Równanie różniczkowe zwyczajne
Równanie różniczkowe zwyczajne – równanie, w którym występuje jedna zmienna niezależna {\displaystyle t} oraz jedna lub więcej funkcji niewiadomych i ich pochodne. Równania różniczkowe, w których występuje więcej zmiennych niezależnych, nie są zwyczajne, ale cząstkowe.  
Wśród równań różniczkowych zwyczajnych równania różniczkowe liniowe odgrywają szczególną rolę – taką postać ma większość równań fizyki i matematyki stosowanej. Ponadto równania nieliniowe są trudniejsze do rozwiązania, dlatego często rozwiązuje się je w sposób przybliżony, za pomocą równań liniowych (por. linearyzacja równań). 
Uznaje się, że Lectiones mathematicae de methodo integralium Johanna Bernoulliego były pierwszym podręcznikiem na temat równań różniczkowych zwyczajnych. 

## Oznaczenia
Niech {\displaystyle t} oznacza zmienną niezależną, {\displaystyle x=x(t)} zmienną zależną. Stosuje się różne oznaczenia na pochodne zmiennej zależnej {\displaystyle x=x(t)} względem zmiennej {\displaystyle t}
- {\displaystyle {\frac {dx}{dt}},{\frac {d^{2}x}{dt^{2}}},\dots ,{\frac {d^{n}x}{dt^{n}}}}
- {\displaystyle x',x'',\dots ,x^{(n)}}
- {\displaystyle {\dot {x}},{\ddot {x}},{\overset {\dots }{x}}.}

W praktyce (jak wyżej) zazwyczaj pomija się zapisywanie argumentu przy funkcji {\displaystyle x} i jej pochodnych, tzn. zamiast {\displaystyle x(t),\dots ,x^{(n)}(t)} pisze się {\displaystyle x,x'\dots ,x^{(n)}.}

## Równania różniczkowe zwyczajne
Def. równania różniczkowego zwyczajnego w postaci jawnej
Jeżeli {\displaystyle F} jest funkcją zmiennej {\displaystyle t,} zmiennej {\displaystyle x} oraz pochodnych zmiennej {\displaystyle x,} to równanie postaci
{\displaystyle F\left(t,x,x',\dots ,x^{(n-1)}\right)=x^{(n)}}
nazywa się jawnym równaniem różniczkowym rzędu {\displaystyle n.}
Def. równania różniczkowego zwyczajnego w postaci niejawnej
Niejawnym równaniem różniczkowym rzędu {\displaystyle n} nazywa się równanie postaci
{\displaystyle F\left(t,x,x',x'',\dots ,x^{(n)}\right)=0.}

## Równanie różniczkowe zwyczajne liniowe rzędun

### Definicja
Def. Równanie różniczkowe zwyczajne nazywamy równaniem liniowym rzędu n zmiennej zależnej {\displaystyle x(t)}, gdy funkcję {\displaystyle F} można zapisać w postaci kombinacji liniowej funkcji {\displaystyle x} i jej pochodnych:
{\displaystyle \sum _{i=1}^{n}a_{i}\,x^{(i)}+a_{0}\,x=b,}
gdzie:
- {\displaystyle x^{(i)}} – pochodne rzędu {\displaystyle i=0,1,\dots ,n} zmiennej zależnej {\displaystyle x(t)} względem zmiennej {\displaystyle t,}
- {\displaystyle a_{i}\equiv a_{i}(t),i=0,1,\dots ,n} oraz {\displaystyle b\equiv b(t)} – różniczkowalne funkcje zmiennej {\displaystyle t,} niekoniecznie liniowe.

Innymi słowy: równanie jest liniowe, gdy zmienna zależna i jej pochodne występują tylko w 1-szej potędze i nie ma wyrazów zawierających funkcje zmiennej {\displaystyle x} czy funkcje jej pochodnych, np. {\displaystyle \sin x(t),\exp(x^{3}),\ln(x'')} itd.
Przy tym mamy dwa istotne przypadki:
- {\displaystyle b(t)=0} – wtedy równanie nazywa się jednorodnym,
- {\displaystyle b(t)\neq 0} – wtedy równanie nazywa się niejednorodnym.

### Przykłady
(1) Równanie liniowe niejednorodne rzędu {\displaystyle n=1}
{\displaystyle x'-at=v}
np. równanie ruchu ciała ze stałym przyspieszeniem
(2) Równania liniowe jednorodne rzędu {\displaystyle n=2}
(a) {\displaystyle m\,x''+k\,x=0}
(b) {\displaystyle m\,x''+b\,x'+k\,x=0}
np. równaniami (a) i (b) opisuje się ruch harmoniczny: (a) swobodny (b) z tłumieniem.

## Równanie różniczkowe zwyczajne nieliniowe rzędun

### Definicja
Def. Równanie różniczkowe zwyczajne nieliniowe rzędu {\displaystyle n} jest to równanie różniczkowe liniowe rzędu {\displaystyle n}, które nie jest liniowe.

### Przykłady
(1) {\displaystyle x''+{\frac {g}{\ell }}\sin x(t)=0}
– równanie różniczkowe zwyczajne, nieliniowe; równanie to opisuje drganie oscylatora anharmonicznego (np. wahadła matematycznego); aby równanie to było liniowe, zmienna zależna powinna być w pierwszej potędze, nie w postaci funkcji {\displaystyle \sin x;} dla małych drgań można dokonać przybliżenia {\displaystyle \sin x=x,} dzięki czemu równanie upraszcza się do postaci liniowej
(2) {\displaystyle x'=3x^{2}-2t^{3}+4}
(3) {\displaystyle x''=x'+(2+e^{t})\,x+(1+t)\,x^{2}}
(4) {\displaystyle (x')^{2}=8t\,x'+5t\,x^{3}-t}
– równania (2)–(4) są nieliniowe, bo zmienna zależna nie jest w pierwszej potędze, ale w drugiej lub trzeciej; dodatkowo w równaniu (4) pochodna {\displaystyle x'} jest w drugiej potędze.

## Układ równań różniczkowych zwyczajnych (ODE)
Def. Jeżeli mamy powiązanych ze sobą {\displaystyle m} równań różniczkowych zwyczajnych, to tworzą one układ (ang. ordinary differential equations – ODE). Niech {\displaystyle \mathbf {x} (t)} oznacza wektor, którego elementami są funkcje
{\displaystyle \mathbf {x} (t)=[x_{1}(t),x_{2}(t),\dots ,x_{m}(t)],}
zaś {\displaystyle F} – funkcja, której wartościami są funkcje wektora {\displaystyle \mathbf {x} (t)} i jego pochodnych, to
{\displaystyle \mathbf {x} ^{(n)}=\mathbf {F} {\big (}t,\mathbf {x} ,\mathbf {x} ',\mathbf {x} '',\dots ,\mathbf {x} ^{(n-1)}{\big )}}
jest jawną postacią układu równań różniczkowych zwyczajnych wymiaru {\displaystyle m;} w postaci macierzowej mamy
{\displaystyle {\begin{pmatrix}x_{1}^{(n)}\\x_{2}^{(n)}\\\vdots \\x_{m}^{(n)}\end{pmatrix}}={\begin{pmatrix}f_{1}\left(t,\mathbf {x} ,\mathbf {x} ',\mathbf {x} '',\dots ,\mathbf {x} ^{(n-1)}\right)\\f_{2}\left(t,\mathbf {x} ,\mathbf {x} ',\mathbf {x} '',\dots ,\mathbf {x} ^{(n-1)}\right)\\\vdots \\f_{m}\left(t,\mathbf {x} ,\mathbf {x} ',\mathbf {x} '',\dots ,\mathbf {x} ^{(n-1)}\right)\end{pmatrix}}}
Funkcje te niekoniecznie są liniowe. 
Def. W postaci niejawnej mamy
{\displaystyle \mathbf {F} {\big (}t,\mathbf {x} ,\mathbf {x} ',\mathbf {x} '',\dots ,\mathbf {x} ^{(n)}{\big )}={\boldsymbol {0}},}
gdzie {\displaystyle \mathbf {0} =(0,0,\dots ,0)} – wektor zerowy. W postaci macierzowej mamy
{\displaystyle {\begin{pmatrix}f_{1}(t,\mathbf {x} ,\mathbf {x} ',\mathbf {x} '',\dots ,\mathbf {x} ^{(n)})\\f_{2}(t,\mathbf {x} ,\mathbf {x} ',\mathbf {x} '',\dots ,\mathbf {x} ^{(n)})\\\vdots \\f_{m}(t,\mathbf {x} ,\mathbf {x} ',\mathbf {x} '',\dots ,\mathbf {x} ^{(n)})\end{pmatrix}}={\begin{pmatrix}0\\0\\\vdots \\0\end{pmatrix}}}

## Całkowanie równań różniczkowych. Całki
Proces znajdowania rozwiązań równań różniczkowych nazywa się całkowaniem.
Całką nazywa się jedno równanie {\displaystyle x(t)} lub zespół równań {\displaystyle x_{1}(t),x_{2}(t),\dots ,x_{m}(t)} wiążących funkcje niewiadome ze zmienną niezależną {\displaystyle t.} Po podstawieniu funkcji niewiadomych i ich pochodnych do danego równania różniczkowego jest ono tożsamościowo spełnione.
Uwaga: Nie należy tego pojęcia mylić z pojęciem całki, rozumianej jako pole powierzchni pod krzywą.

## Przykłady

### Równanie wektorowe drugiej zasady dynamiki

Tor kuli wystrzelonej z armaty jest opisany krzywą będącą rozwiązaniem układu dwóch równań różniczkowych zwyczajnych, zadających współrzędne ciała na płaszczyźnie

Równanie opisujące drugą zasadę dynamiki Newtona w przypadku ruchu ciała o stałej masie {\displaystyle m} w przestrzeni 3-wymiarowej w polu wektora siły {\displaystyle \mathbf {F} (t)=[F_{1}(t),F_{2}(t),F_{3}(t)]} zmiennej w czasie ma postać:
{\displaystyle {\frac {d^{2}\mathbf {x} }{dt^{2}}}={\frac {\mathbf {F} }{m}},}
gdzie:
- {\displaystyle \mathbf {x} (t)=[x_{1}(t),x_{2}(t),x_{3}(t)]} – wektor, określający położenia ciała w zależności od czasu {\displaystyle t.}

Jest to więc układ 3 równań różniczkowych liniowych rzędu {\displaystyle n=2} trzech zmiennych {\displaystyle x_{1}(t),x_{2}(t),x_{3}(t),} które są współrzędnymi ciała w przestrzeni.

### Układ Lorentza
Układ Lorentza – to układ trzech nieliniowych równań różniczkowych zwyczajnych
{\displaystyle {\begin{cases}{\dot {x}}=\sigma y-\sigma x\\{\dot {y}}=-xz+rx-y\\{\dot {z}}=xy-bz\end{cases}},}
gdzie: {\displaystyle \sigma ,} {\displaystyle r,} {\displaystyle b} – stałe parametry; tutaj oznaczono: {\displaystyle x_{1}\equiv x(t),x_{2}\equiv y(t),x_{3}\equiv z(t);} {\displaystyle t} ma sens czasu.
Układ ten modeluje zjawisko konwekcji termicznej w atmosferze; badanie tego układu doprowadziło do odkrycia zjawiska chaosu deterministycznego.

## Oprogramowanie do rozwiązywania ODE
Bezpłatne:
- GNU Octave, oprogramowanie przeznaczone do obliczeń numerycznych, odpowiednik środowiska MATLAB.
- GNU R, środowisko obliczeniowe zawiera pakiet do rozwiązywania ODE.
- Julia (język programowania), język wysokiego poziomu, elastyczny, do szeregu obliczeń numerycznych, o rosnącej liczbie użytkowników.
- Maxima, system algebry komputerowej.
- SageMath[3], środowisko obliczeniowe używa składni podobnej do języka Python, umożliwiająca obliczenia w zakresie wielu gałęzi matematyki.
- Scilab, aplikacje do obliczeń numerycznych.
- Chebfun, pakiet oprogramowania napisany w MATLAB, do obliczeń z dokładnością do 15 cyfr znaczących.
- COPASI, pakiet oprogramowania do całkowania i analizy ODE.
- SciPy, pakiet języka Python, zawierający moduł całkowania ODE.
- SymPy, pakiet języka Python, który może rozwiązywać ODE symbolicznie.

Płatne:
- Mathematica, aplikacja początkowo przeznaczona do obliczeń symbolicznych.
- Maple, aplikacja do obliczeń symbolicznych.
- MATLAB, aplikacje obliczeniowe (skrót od słów MATrix LABoratory).